# Новицький Валерій Євгенович
Новицький Валерій Євгенович (24 квітня 1963 — 19 лютого 2011) — український економіст, доктор економічних наук, професор, член-кореспондент НАН України, лауреат Державної премії в галузі науки і техніки України.
Автор понад 350 наукових праць. За час роботи в інституті підготував понад 30 кандидатів та трьох докторів наук. Багато років очолював спеціалізовану вчену раду інституту, був головою експертної ради ВАК України.

## Твори
- Новицький В. Є. Динаміка зовнішніх боргових зобов'язань України. — К.: Політ. думка, 2000. — 332 с. (у співавторстві).
- Новицкий В. Е. Внешнеэкономическая деятельность и международный маркетинг. — К.: Либра, 1994. — 191 с.
- Новицький В. Є. Міжнародна кооперація праці: проблеми та моделі. — К., 1994. — 166 с.